# フブキバナ

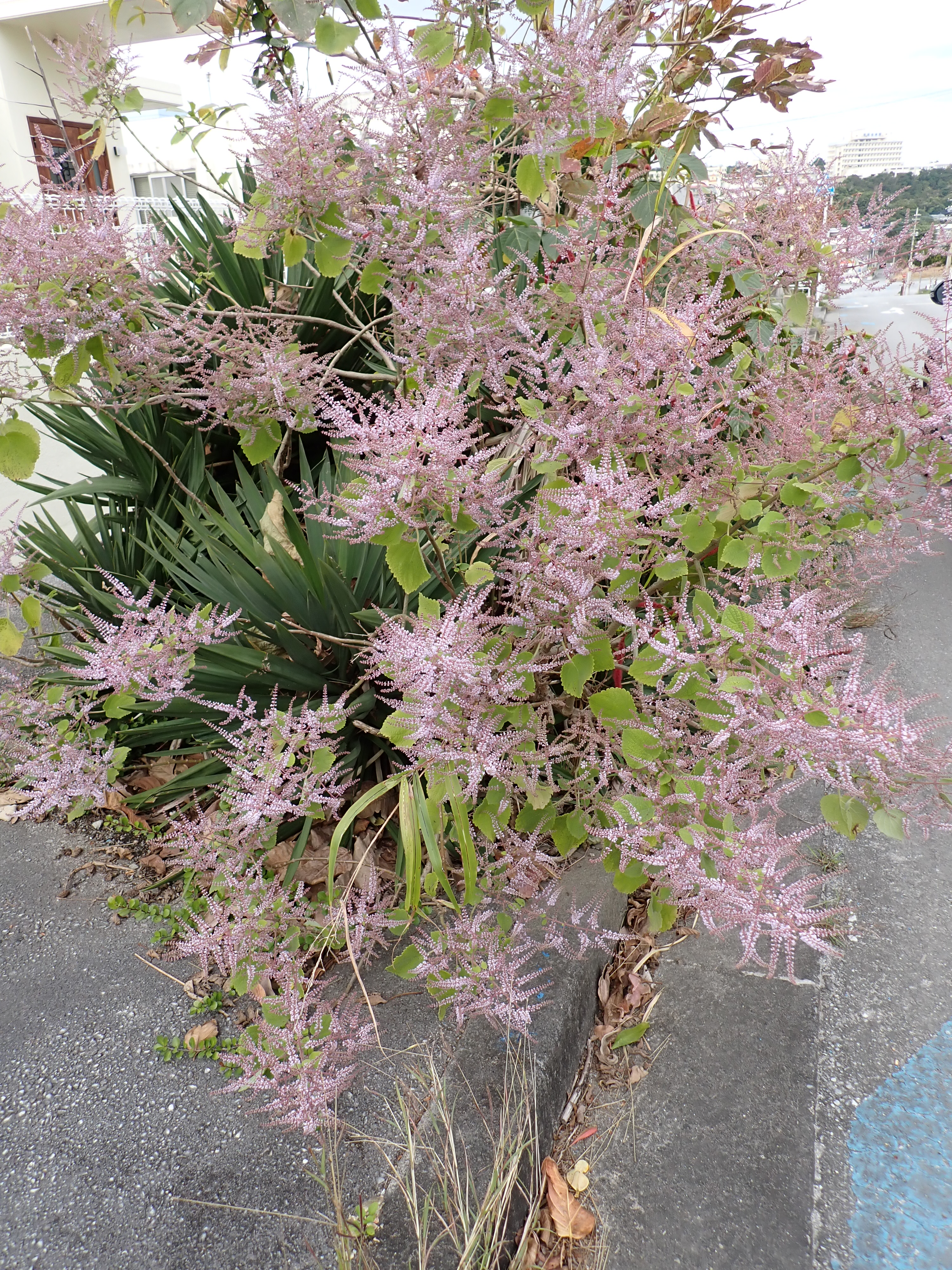
植栽

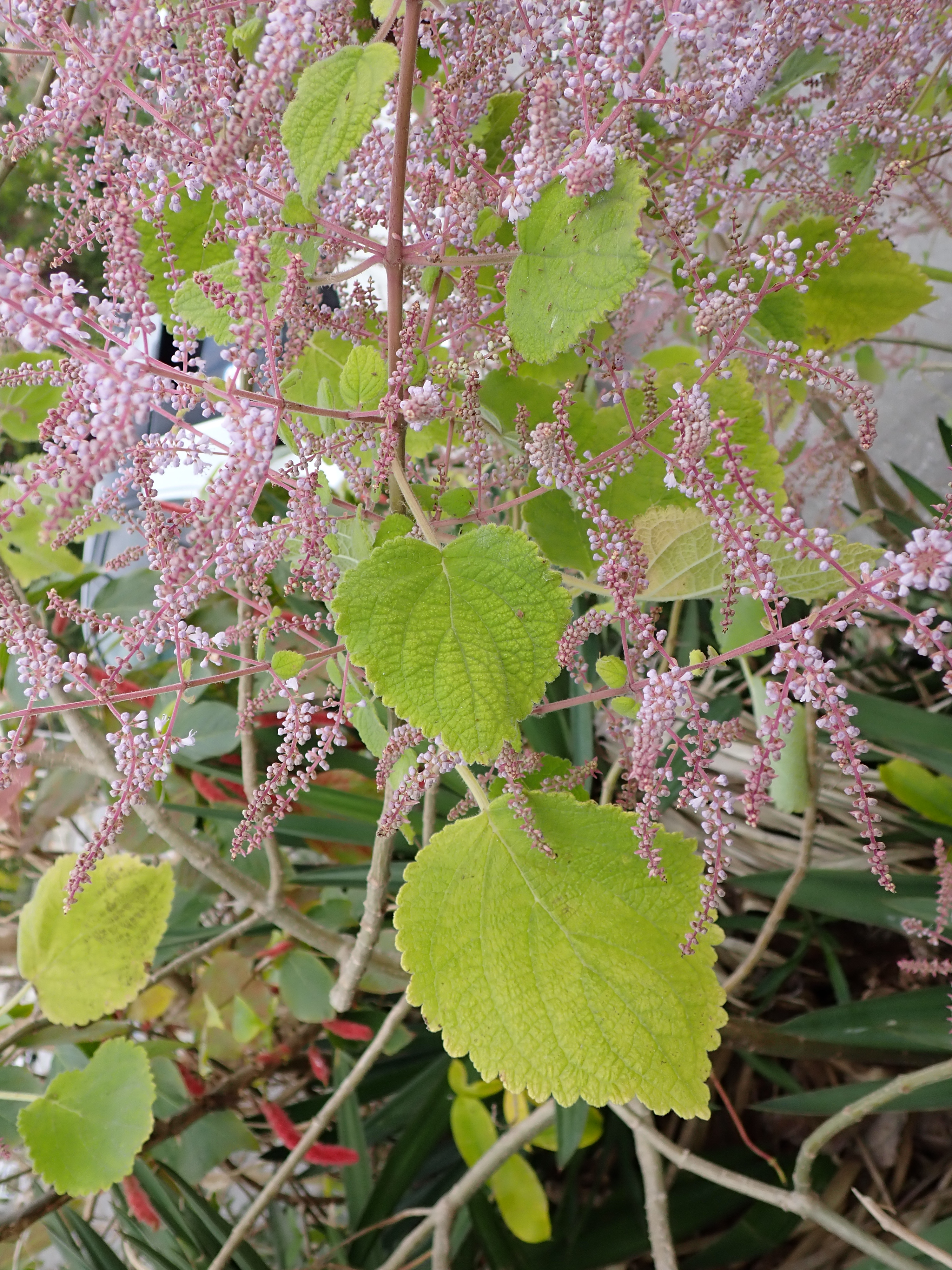
葉

フブキバナ（吹雪花、学名：Tetradenia riparia）はシソ科フブキバナ属（旧イボザ属）の常緑低木。

## 特徴
高さ0.5–2 m。雌雄異株。根元近くで分枝し樹形は不揃いになる。茎は4稜がある。葉は特有の芳香があり、広卵形で厚く鈍鋸歯縁、単葉で対生する。葉先は鈍く尖り、葉の基部は深く湾入し、葉裏は腺毛が多く、やや粘り気がある。花は淡紫色で唇型、長さ30–40 cmの円錐花序に多数の花をつける。沖縄県内における開花期は冬（2–3月）。
和名は満開時の様子が花吹雪を思わせることにちなむ。

## 分布と生育環境
アフリカ南部原産。

## 利用
沖縄県では近年普及した花木で、庭木、公園樹などに利用される。原産地のアフリカでは薬用植物とされる。